# It Ain't, Pt. 2
"It Ain't, Pt. 2" foi o primeiro single lançado do sexto álbum de Scarface, The Last of a Dying Breed. Foi composto e produzido por Erick Sermon e alcançou o número 77 na parada americana Hot R&B/Hip-Hop Singles & Tracks.